# Fuyao Glass Group Industries
Fuyao Glass Group Industries ist ein chinesisches Unternehmen, das sich mit der Herstellung von verschiedenen Glassorten befasst. Der Sitz der Gesellschaft ist in Fuqing. Das 1987 gegründete Unternehmen konnte sich unter den günstigen Rahmenbedingungen der letzten zwei Jahrzehnte zu einem der größten Glashersteller weltweit entwickeln. Die FUYAO Gruppe ist seit 1993 an der Börse Shanghai notiert und im Shanghai Stock Exchange 180 Index.
Die Produktpalette umfasst u. a. Floatglas und spezielle Erzeugnisse für die Bauwirtschaft (Sicherheitsglas, kugelsicheres Glas, beschichtete Gläser). Der bedeutendste Geschäftsbereich ist die Herstellung von Scheiben und anderer Glasprodukte für die Automobilindustrie. Wichtige Kunden sind hier Ford, General Motors, Volkswagen und andere große Automobilkonzerne. Neben dem chinesischen Heimmarkt exportiert die Fuyao Glass Group Industries ihre Produkte hauptsächlich nach Nordamerika und in den asiatisch-pazifischen Raum.

## Fuyao Glass America Inc.
Im Jahr 2013 begann Fuyao mit dem Aufbau einer Werkspräsenz in den USA, wobei mehrere Standorte in Ohio und Michigan in Betracht gezogen wurden, bevor die Entscheidung für die ehemalige Produktionsstätte von General Motors in Moraine, Ohio, getroffen wurde. Die ursprüngliche Zusage für die Fabrik, die im Januar 2014 veröffentlicht wurde, bestand darin, 1,4 Millionen Quadratmeter des Werks von der Industrial Realty Group zu kaufen und 250 Millionen US-Dollar in eine Autoglas-Produktionsanlage zu investieren, die 800 Arbeitsplätze schaffen würde. Im Jahr 2014 wurde die Floatglas Fabrik in Mount Zion, Illinois aufgekauft. 2016 wurde eine zusätzliche Investition in Höhe von 131 Millionen US-Dollar angekündigt, um zusätzliche After-Market-Glaslinien in das Werk zu integrieren Fertigungslinie. Im Gegenzug erhielt es von JobsOhio Subventionen in Höhe von 6,6 Mio. USD. Bis dahin plante das Unternehmen, genug Autoglas für 4 bis 5 Millionen Autos pro Jahr zu produzieren. Bis das Werk im Oktober 2016 seine Produktion aufnahm, investierte das Unternehmen 1 Milliarde US-Dollar in die US-amerikanische Tochtergesellschaft. Langfristig ist ein Wachstum auf 5.000 Mitarbeiter in den USA geplant.
Bis Ende 2016 brachte das Werk Ohios Wirtschaft schätzungsweise 280 Millionen US-Dollar ein und beschäftigte in Moraine 2000 Mitarbeiter. In der Fabrik gab es einige öffentlich thematisierte Entwicklungen, dazu zählten unter anderen Kritik an der Arbeitssicherheit, (anfangs) niedrige Produktivität oder der Versuch zur Gründung einer Gewerkschaft (United Auto Workers), die von der Mehrheit der Beschäftigten 2017 bei einer Wahl abgelehnt wurde.
Der Dokumentarfilm American Factory aus dem Jahr 2019 handelt von der Fabrik in Ohio und wurde mehrfach ausgezeichnet.

## Deutschland
2019 übernahm Fuyao den insolventen süddeutschen Automobilzulieferer SAM Automotive Group (280 Mio. Euro Umsatz).